# Estigmene liparidoides
Estigmene liparidoides är en fjärilsart som beskrevs av Rothschild 1910. Estigmene liparidoides ingår i släktet Estigmene och familjen björnspinnare. Inga underarter finns listade i Catalogue of Life.